# 샘플링 속도

아날로그 신호(파란색)와 고정된 간격('샘플링 레이트')을 가진 표본화된 신호(빨간색)

샘플링 레이트(영어: sampling rate) 또는 샘플링 주파수(영어: sampling frequency)는 이산적(離散的)인 신호를 만들기 위해 연속적 신호에서 얻어진 단위시간(주로 초)당 샘플링 횟수를 정의한다. 단위는 헤르츠(역수 초, 1/s, s−1)이다.

## 표본화 정리
나이퀴스트-섀넌 표본화 정리는 신호의 완전한 재구성은 표본화 주파수가 표본화된 신호의 최대 주파수의 두 배보다 더 클 때, 혹은 나이퀴스트 진동수가 표본화된 신호의 최고 주파수를 넘을 때 가능하다고 말한다. 더 낮은 샘플링 레이트가 사용되었을 경우 원래의 신호 정보가 완전히 복원되지 못할 수 있다. . 예를 들어, 신호가 100 Hz의 상위 대역폭을 가졌을 때 200 Hz보다 큰 표본화 주파수는 에일리어싱을 피하고, 이론적으로는 완전한 재구성이 가능하다.
인간의 가청 주파수의 범위는 20Hz에서 20kHz이다. 
이 대역폭에서 표본화 정리를 만족시키는 최소 샘플링 레이트는 40kHz이다. 컴팩트 디스크에 사용되는 44.1 kHz 샘플링 레이트는 이것 혹은 다른 기술적 이유때문에 채택된 것이다.

## 오버샘플링
어떤 경우에 급격한 디지털 필터와 덜 급격한 아날로그 안티 앨리어싱 필터가 급격한 아날로그 안티 앨리어싱 필터를 위한 교환에 사용되도록 시스템 대역폭 요구사항의 두 배 이상의 샘플링 주파수를 갖는 것이 바람직하다.
덜 급격한 아날로그 안티 앨리어싱 필터를 원하는 이유는 디지털 필터가 어떤 구성요소 변화에 영향을 받기 않기 때문이다. 그러므로 항상 디자이너가 선택한 필터 응답(필터링 기능)을 제공한다. 이 과정을 오버샘플링이라 한다.

## 언더샘플링
그러나 어떤 것들은 나이키스트 레이트 이하로 표본화할 수 있다. 기저대역 신호를 위해서, 이것은 앨리어싱을 소개하였다. 그러나 통과대역 신호(낮은 주파수 구성요소를 갖고 있지 않은 것들)를 위해서 충돌할 높은 주파수 신호의 앨리어스를 위한 낮은 주파수를 갖고 있지 않다. 그래서 나이키스트 레이트보다 낮은 샘플 레이트로 고주파(그러면서도 협대역인)신호를 표본화할 수 있다.

## 오디오
디지털 오디오에서 주로 사용되는 샘플링 레이트는 44.1 kHz, 48 kHz, 88.2 kHz, 96 kHz, 192 kHz이다. 낮은 샘플링 레이트를 사용하면 데이터 크기가 낮아지고 저장과 전송이 용이하다는 장점이 있다. 나이키스트-섀넌 정리에 따르면, 약 50 kHz에서 60 kHz 사이 이상의 샘플링 레이트는 인간이 들을 수 있는 정보를 제공하지 못한다. 초기 전문 오디오 장비 제조사들은 이러한 이유에서 50 kHz 영역의 샘플링 레이트를 채택하였다. 현대 전문 오디오 장비에는 44.1 kHz, 48 kHz와 더불어 88.2 kHz와 96 kHz가 자주 사용된다. 192 kHz 같은 높은 샘플링 레이트는 상호 변조 왜곡으로 인한 초음파 아티팩트, 너무 빠른 속도로 인한 부정확한 샘플링을 일으키기 쉽다. 미국음향기술자협회는 대부분의 소프트웨어에 48 kHz의 샘플링 레이트를 권장하지만, CD와 다른 소비자 용도에 44.1 kHz, 전송 관련 소프트웨어에 32 kHz, 높은 대역폭 또는 완화된 안티 앨리어싱 필터링에 96 kHz를 인정하고 있다.
모든 주요 샘플링 레이트 목록은 다음과 같다:
| 샘플링 레이트 | 이용 |
| ------------- | --- |
| 8,000 Hz      | 전화, 암호화된 워키토키, 무선 인터콤, 무선 마이크로폰 전송; 치찰음(/s/, /f/)을 제외하고 인간의 모든 음성에 적합하다. |
| 11,025 Hz     | 오디오 CD 샘플링 레이트의 1/4; 서브우퍼 대역 주파수 오디오 분석을 위한 MPEG 오디오, 낮은 품질의 PCM에 사용됨. |
| 16,000 Hz     | 표준 전화 협대역인 8,000 Hz보다 높은 광대역 주파수 확장. VoIP |
| 22,050 Hz     | 오디오 CD의 샘플링 레이트의 절반. 낮은 품질의 PCM과 MPEG 오디오, 그리고 낮은 주파수 에너지의 오디오 분석을 위해 사용됨. 78 rpm 같은 20 세기 초기 오디오 포맷에 적합하다. |
| 32,000 Hz     | 미니DV 디지털 비디오캠코더, 추가적인 오디오 채널을 갖고 있는 비디오 테입 (예를 들어 4 가지 오디오 채널을 지원하는 DVCAM), DAT (LP 모드), 독일의 Digitales Satellitenradio, 몇몇 국가에서 아날로그 텔레비전 소리로 사용되는 NICAM 디지털 오디오. 고품질 디지털무선 마이크로폰. FM 라디오를 디지털화하는 데 적합하다. |
| 44,056 Hz     | NTSC '색상' 비디오 신호에 한정된 디지털 오디오에 사용. |
| 44,100 Hz     | 오디오 CD, MPEG-1 오디오(VCD, SVCD, MP3)와 거의 보통 사용됨. 25(PAL) 또는 30(NTSC '모노크롬 영상 녹화) FPS로 작동하는 수정된 영상 장치에서 기록될 수 있고 당시 전문 아날로그 녹화 장치에 맞추기 위해 필수적이라고 여겨졌던 20 kHz 대역폭을 커버할 수 있기 때문에 원래 소니가 채택하였다. PCM 어댑터는 디지털 오디오 샘플을 아날로그 비디오 채널에 맞춘다. 많은 전문 오디오 장비들은 믹서, 이퀄라이저, 압축기, 리버브, 크로스오버, 녹음 장치, CD 품질 암호화 무선 마이크로폰 44.1 kHz 샘플링을 사용한다. |
| 47,250 Hz     | 닛폰 컬럼비아가 개발한 세계 첫 상용 PCM 소리 녹음기(Denon) |
| 48,000 Hz     | 테입 레코더, 비디오 서버, 비전 믹서 등 전문 디지털 영상 장비에 사용되는 표준 오디오 샘플링 레이트. 이 샘플링 레이트는 22 kHz 주파수 응답으로 전송할 수 있으며 25, 30, 24 FPS와 마찬가지로 29.97 FPS NTSC 영상으로 작동하기 때문에 채택된다. |
| 50,000 Hz     | 3M과 사운드스트림에서 70년대 후반의 첫 상용 디지털 오디오 녹음기 First commercial digital audio recorders from the late 70s from 3M and Soundstream. |
| 50,400 Hz     | 미쓰비시 X-80 디지털 오디오 녹음기가 사용하는 샘플링 레이트. |
| 88,200 Hz     | CD를 위해 사용할 때에 몇몇 전문 녹음 장비가 사용하는 샘플링 레이트. 몇몇 전문 오디오 장비는 믹서, 이퀄라이저, 압축기, 리버브, 크로스오버, 녹음 장비를 포함해서 88.2 kHz 샘플링을 사용한다. |
| 96,000 Hz     | DVD-Audio, 몇몇 LPCM DVD 트랙, BD-ROM (블루레이 디스크) 오디오 트랙, HD DVD 오디오 트랙. 대부분의 전문 오디오 장비는 믹서, 이퀄라이저, 압축기, 리버브, 크로스오버, 녹음 장치를 포함하는 96 kHz 샘플링을 사용한다. 이 샘플링 주파수는 전문 비디오 장비에서 보통 사용되는 48 kHz 표준의 두 배이다. |
| 176,400 Hz    | CD 제작을 위한 HDCD 녹음기와 다른 전문 소프트웨어에 사용되는 샘플링 레이트. |
| 192,000 Hz    | DVD 오디오, 몇몇 LPCM DVD 트랙, BD-ROM (블루레이 디스크) 오디오 트랙, HD DVD 오디오 트랙, HD 오디오 녹음 기기 및 오디오 편집 소프트웨어. 이 샘플링 주파수는 전문 영상 장비의 오디오에 보통 사용되는 48 kHz 표준의 4배. |
| 352,800 Hz    | 1비트 DSD가 편집에 적합하므로 수퍼 오디오 CD를 기록하고 편집하는데 사용하는 Digital eXtreme Definition 44.1 kHz의 주파수의 8배. |
| 2,822,400 Hz  | SACD, 소니와 필립스사가 공동 개발한 다이렉트 스트림 디지털로 알려진 1비트 델타 시그마 변조과정. |
| 5,644,800 Hz  | 더블레이트 DSD, SACD의 2배속으로 1비트 다이렉트 스트림 디지털. 몇몇 전문 DSD 녹음기에 사용. |

## 같이 보기
- 비트레이트
- 신호
- 표본화